# Białoruska Policja Pomocnicza
Zasugerowano, aby zintegrować ten artykuł z artykułem Lokalna pomocnicza policja na okupowanej Białorusi. Nie opisano powodu propozycji integracji.
Białoruska Policja Pomocnicza (niem. Weißruthenische Hilfspolizei, Schutzmannschaften, później przemianowana na Ordnungsdienst – OD; biał. Беларуска дапаможная паліцыя парадку) – białoruska formacja policyjna, będąca organem lokalnej administracji kolaboracyjnej, a następnie niemieckiej policji, zorganizowane w po wkroczeniu Niemców na przedwojenne tereny II RP i BSRR, o funkcjach zbliżonych do niemieckiej Policji Porządkowej (Ordnungspolizei).

## Historia
Na podstawie instrukcji OKW z 3 kwietnia 1941 r. na terenach zajętych przez niemieckie siły zbrojne dopuszczano tworzenie pomocniczych formacji policyjnych składających się z przedstawicieli miejscowej ludności. Na obszarach Generalnego Okręgu „Białoruś”, pierwsze pododdziały policji białoruskiej powstały wkrótce po rozpoczęciu okupacji, jako wydziały lokalnych instytucji samorządowych: miejskich i powiatowych. Jednak jeszcze w 1941 r. podporządkowano je dowództwu niemieckiej policji. W Mińsku Litewskim białoruska policja powstała na bazie 1 Plutonu Szturmowego (białoruskiego) – oddziału podlegającego Abwehrze. Dowódcą policji białoruskiej w okręgu mińskim oraz komendantem kursów podoficerskich dla białoruskich policjantów został białoruski działacz wojskowy i polityczny (były oficer kontraktowy Wojska Polskiego) kpt. Franciszek Kuszel.
Początkowo tworzono wyłącznie drobne jednostki i obsady posterunków w ramach tzw. Schutzmannschaften-Einzeldienst, podlegającej niemieckiej Schutzpolizei. Była to sieć wiejskich posterunków oraz komisariatów policji w miastach – najczęściej z mieszanymi białorusko-niemieckimi załogami. Miały one typowe policyjne zadania: ochrona porządku, zapobieganie wykroczeniom i przestępstwom kryminalnym, ściganie przestępców i ochrona ludności przed napadami partyzantów. Siły miejscowej policji w Okręgu Generalnym „Białoruś” w okresie okupacji wzrosły od 3682 w grudniu 1941 r. do 6850 osób w kwietniu 1943 r.
Wobec wzmagania działań partyzantki sowieckiej (a także AK), latem 1942 r. rozpoczęto formowanie białoruskich policyjnych batalionów Schuma (Schutzmannschaftsbataillon) – skoszarowanych i umundurowanych formacji wartowniczych i polowych. Dokładna liczba białoruskich batalionów Schuma nie jest znana, prawdopodobnie było ich łącznie 12 z numerami: 48, 49, 60, 64, 65, 68 oraz wchodzące w skład Polizei Schűtzen Regiment 36. Bataliony te liczyły w przybliżeniu 350-450 ludzi (etatowo 501), ale większość dowódców (oficerów i podoficerów) stanowili Niemcy, a językiem komendy był język niemiecki – rozkazy były często przekazywane przez tłumaczy mówiących po rosyjsku albo polsku.
W 1942 r. powołano białoruski batalion ochrony linii kolejowych (Bahnschutz Bataillon), w którym dowódcami kompanii rozmieszczonych w ważnych węzłach okupowanych wschodnich terenów II RP byli Białorusini. Szczególną formacją policyjną był 13 Białoruski Batalion Policyjny SD. Również ta jednostka posiadała mieszany niemiecko-białoruski korpus dowódczy, a językiem komend był język białoruski. W odróżnieniu od batalionów Schuma ta jednostka była wyposażona według niemieckich standardów. W 1943 i 1944 r. jej kompanie wzięły udział w wielu akcjach przeciwpartyzanckich oraz likwidacji gett na obszarze dawnych polskich województw wileńskiego i nowogródzkiego. W 1944 r. dwie kompanie pełniły także udział w pilnowaniu i likwidacji obozów koncentracyjnych w Trościeńcu i Kołdyczewie.
W sierpniu 1943 r. wyższy dowódca SS i policji w Generalnym Okręgu „Białoruś” SS-Gruppenführer Curt von Gottberg mianował mjr. F. Kuszala głównym „opiekunem/koordynatorem” (Hauptbetreuer), całej białoruskiej policji. Pozwolono mu założyć ogólnobiałoruski sztab, a w poszczególnych okręgach powołano białoruskich „opiekunów” (Gebietsbetreuer) policji. Równocześnie rozpoczęto wprowadzanie wychowania patriotycznego oraz (w ograniczonym zakresie) korzystania z języka białoruskiego w stosunkach służbowych. Wszystko to przyczyniło się do podniesienia ducha bojowego białoruskich policjantów – jednak dowództwo operacyjne nadal pozostało w rękach niemieckich, a większość funkcji oficerskich wypełniali Niemcy. W tym okresie liczebność różnych białoruskich formacji policyjnych osiągnęła około 20 tys. policjantów.
Białoruskimi można nazwać również część pododdziałów policyjnych tworzonych z ludności miejscowej, na obszarach Białostocczyzny i Wileńszczyzny oraz pozostających pod zarządem wojskowym Grupy Armii „Środek” (Ordungsdienst – Służba Porządku). Na Smoleńszczyźnie część oddziałów policyjnych również organizowali działacze białoruscy – Radosław Ostrowski, Dzmitryj Kasmowicz i Michał Wituszka, i nosiły one białoruski charakter narodowy.
Zarówno policja miejscowa, jak i bataliony Schuma brały udział w prześladowaniach i eksterminacji ludności żydowskiej na okupowanych terenach II RP i BSRR.
W okresie powojennym sama przynależność do policji białoruskiej była uważana za zdradę Związku Sowieckiego, a byli policjanci podlegali radzieckim represjom.

## Oddziały przeciwpartyzanckie
Najskuteczniejszymi w walce przeciwpartyzanckiej były pododdziały myśliwskie (Jagdkommandos) – zwane też „fałszywymi partyzantami”. Tworzone przez SD oddziały liczące od 10 do 150 ludzi, udawały partyzantów lub występowały pod legendą brygad drwali. Wyposażeni i ubrani podobnie jak cywile, bądź sowieccy partyzanci, dobrze znali okolice. Zajmowali się „polowaniem” na partyzantów – tropiąc ich, organizując zasadzki, rozpoznając bazy i szlaki przemieszczania oddziałów sowieckich. Czasami, udając sowieckie oddziały partyzanckie, nawiązywały kontakt z prawdziwymi oddziałami partyzanckimi, a po zyskaniu zaufania niszczyły je lub rozbrajały. Mimo dużej skuteczności, po ucieczce kilku członków do partyzantki, niemieckie władze bezpieczeństwa rozwiązały Jagdkommandos pod koniec 1943 r.

## Polacy w policji białoruskiej
Częściowo wynikało to z niechęci do reżimu bolszewickiego i chęci zemsty za zbrodnie sowieckie z okresu 1939-1941, częściowo ze świadomej chęci Polskiego Państwa Podziemnego posiadania „swoich ludzi” w strukturach kolaboracyjnych w okupowanej Polsce (podobnie było w administracji cywilnej). Dodatkowo dość problematyczną kwestią było na Kresach Północno-Wschodnich jednoznaczne określenie narodowości – co skłaniało działaczy białoruskich do zaliczania wszystkich policjantów wyznania rzymskokatolickiego do narodu polskiego – z wyjątkiem zadeklarowanych działaczy białoruskich. Taki stan wywoływał niezadowolenie działaczy białoruskich – w szczególności zaś mjr. F. Kuszala. Próbowano zaradzić temu poprzez czystki w policji wiosną 1942 i w sierpniu 1943 r. Akcje te przyniosły dość ograniczony efekt.
Polacy służący w policji białoruskiej bardzo często utrzymywali kontakty z polskim podziemiem, a w skrajnych wypadkach byli do niej specjalnie delegowani przez nie. Przekazywali oni polskim partyzantom informacje o akcjach policji białoruskiej i niemieckiej, czasami broń i wyposażenie, a w wypadku starć zbrojnych nie stawiali oporu i wstępowali do polskich oddziałów partyzanckich.
Na posterunku policji w Mirze w charakterze tłumacza pracował – podając się za Polaka – Żyd Oswald Rufeisen.
Mimo oficjalnego zakazu służby w policji byłych członków partii komunistycznej i Komsomołu – zwłaszcza na obszarach Wschodniej Białorusi, częste były przypadki służby byłych komunistów, a nawet sprawowania funkcji dowódczych.

## Umundurowanie i uzbrojenie
Początkowo białoruscy policjanci nosili głównie odzież cywilną, czasami uzupełnioną elementami mundurów Armii Czerwonej. Wkrótce – podobnie jak inne formacje wschodnie (szczególnie ukraińskie i rosyjskie) policji pomocniczej – białoruscy policjanci otrzymali czarne mundury SS-Allgemeine. Aby wyglądały one inaczej niż germański oryginał: górna część kołnierza, mankiety, oraz klapki dolnych kieszeni, zostały zastąpione wykonanymi z jaśniejszego, najczęściej szarego, rzadziej szaro-niebieskiego, bądź zielonego materiału. Najczęściej pozbawiano je również naramienników. Tego typu mundury nosili zarówno miejscowi policjanci, jak członkowie batalionów policyjnych, a także powołanej w 1943 r. Białoruskiej Obrony Krajowej (BKA). Mundur dopełniała czarna furażerka, a w okresie zimowym czarny płaszcz wojskowy. Żołnierze 13 Batalionu SD umundurowani zostali w szare mundury SD. Część oficerów, jak świadczą fotografie jednostki, nosiła jasne mundury własnego kroju.
W późniejszym okresie część członków batalionów policyjnych otrzymała niemieckie polowe mundury policyjne. W okresie stosowania ubiorów cywilnych policjanci nosili na rękawach opaski świadczące o przynależności do policji pomocniczej. Większość żołnierzy 13 Batalionu SD miała naszyte na lewym rękawie naszywki w kształcie tarczy herbowej z ukośnym układem biało-czerwono-białych pasów (narodowych barw Białorusi). Podobne symbole sporadycznie stosowano w innych pododdziałach.
Większość uzbrojenia (były to głównie karabiny powtarzalne) pochodziła z zapasów zdobycznej broni sowieckiej, w mniejszym stopniu zdobycznej broni pochodzącej z innych krajów okupowanych. 13 Batalion SD uzbrojony był również w broń niemiecką.

## Prasa
Już w 1941 r. w „Biełaruskaj Hazecie” („Беларуская газэта”) pojawił się „kącik policjanta białoruskiego”, który służył również rekrutacji nowych funkcjonariuszy. Od stycznia 1943 r. wydawane było czasopismo „Białorusin na Straży” („Беларус на варце”). Do lata 1944 r. wyszło 10 numerów czasopisma.